# Afféagement
L'afféagement est une procédure de droit féodal consistant pour un seigneur à concéder une partie du domaine foncier de son fief en  concédant en censives héréditaires soit des fonds qui étaient déjà concédés en mainmorte, soit qui étaient exploités en directe comme faisant partie de la réserve seigneuriale, soit qu'il a repris par le partage des communaux ; en plus d'un éventuel prix d'acquisition, les nouveaux tenanciers avaient l'obligation de payer annuellement une redevance fixe et non révisable, le plus souvent en nature, appelée cens, et celle de faire reconnaissance de leur possession comme roturier (sinon ce serait un hommage) et du cens dû à chaque succession du seigneur ou du tenancier. 

## Présentation
Afféager signifie donner à féage, c'est-à-dire aliéner une portion des terres nobles de son fief, pour être tenue en roture par celui qui en devient tenancier. En échange de quoi, celui-ci doit verser une certaine somme pour l'acquisition et par la suite une certaine redevance annuelle. Le féagiste était soumis à la juridiction des seigneurs, tandis que le censier ne l'était pas. 
Cette procédure a été remise en vigueur au XVIIIe siècle pour mettre en valeur les terres incultes, souvent des terrains communaux repris aux habitants et privatisés, ou des terres appartenant à des abbayes et déjà concédées en main-morte. Le seigneur concède une partie du domaine seigneurial à un particulier, l’afféagiste, qui est alors chargé du défrichement et de la mise en culture de cette terre. La politique d'afféagement est en partie motivée par les idées physiocrates de progrès par la rationalisation de l'agriculture. Cependant, l'usufruitier ne pouvait pas user du terrain à sa guise, car des règles relatives à l'entretien du territoire étaient mises en place. L'afféagement ne pouvait être réalisé que par un acte d'afféagement.
Les prix agricoles étant alors élevés, l'opération est d'un bon profit pour des nouveaux seigneur qui étaient souvent un bourgeois qui avait acheté la seigneurie dont ils confiaient la gestion à un homme d'affaires. Les paysans y étaient très hostiles car ils perdaient soit des terres en mainmorte avec des redevances en nature fixées depuis plusieurs siècles, soit des communs où ils pratiquent la vaine pâture. En revanche, d'autres bourgeois se portaient acquéreurs de ces fonds qu'ils faisaient exploiter en les louant à des fermiers ou des métayers.